# Maróc
Maróc là một thị trấn thuộc hạt Zala, Hungary. Thị trấn này có diện tích 5,16 km², dân số năm 2010 là 87 người, mật độ 17 người/km².